# Mula-Mutha
La Mula-Mutha est une rivière indienne qui coule dans l’État du Maharashtra, elle est un affluent de la Bhima, donc un sous-affluent de la Khrisna.

## Source de la traduction
- (en) Cet article est partiellement ou en totalité issu de l’article de Wikipédia en anglais intitulé « Mula-Mutha River » (voir la liste des auteurs).